# Eustomias bulbiramis
Eustomias bulbiramis är en fiskart som beskrevs av Clarke 2001. Eustomias bulbiramis ingår i släktet Eustomias och familjen Stomiidae. Inga underarter finns listade i Catalogue of Life.